# Janaína Brandão
Janaína Brandão (Rio de Janeiro, 14 de novembro de 1976) é uma cantora gospel brasileira.

## Biografia
Começou a cantar com 8 anos de idade, em cultos infantis na igreja. Mas só aos 17 anos decidiu seguir firme na carreira musical. 
Em 2004 assina contrato com a Line Records. No ano seguinte, lança o álbum Versos de Louvor, produzido por Anderson Gomes. Este CD lhe rendeu indicação ao Troféu Talento 2006, na categoria Revelação Feminina.
Em 2009 lança o seu segundo álbum pela gravadora, intitulado Santuário da Adoração, produzido por Wagner Carvalho. 
Em 29 de março de 2012 gravou seu primeiro CD ao vivo, intitulado Fidelidade. Por motivos desconhecidos, o CD não chegou ao mercado até o momento.
No dia 07 de Julho de 2012 Janaina Brandão se casou com o Cantor, compositor e  Produtor Marcio Pinheiro.
Janaina tem 2 filhos, Israel Brandão e Maria Eduarda Brandão 

## Discografia
- 2005 - Versos de Louvor
- 2009 - Santuário da Adoração